# Mermessus bryantae
Mermessus bryantae là một loài nhện trong họ Linyphiidae.
Loài này thuộc chi Mermessus. Mermessus bryantae được miêu tả năm 1935 bởi Wilton Ivie & Barrows.